# Намёткин, Николай Сергеевич
Николай Сергеевич Намёткин (1916—1984) — советский химик-органик, член-корреспондент АН СССР (1962).

## Биография
Родился 3 (16 августа) 1916 года в семье С. С. Намёткина. В 1942 окончил Казанский университет, затем работал в МНИ имени И. М. Губкина. В 1963 — 1984 годах — директор ИХСАН имени А. В. Топчиева.
Научную и педагогическую деятельность начал в 1944 году в МНИ имени И. М. Губкина ассистентом кафедры органической химии и химии нефти, став затем доцентом, а с 1962 года — заведующим этой кафедры. В 1956 — 1958 годах — декан технологического факультета института.
Намёткин был одним из организаторов советской химической науки. С 1950 года активная научная и научно-организационная деятельность Н. С. Намёткина связана с ИХСАН имени А. В. Топчиева (в то время Институт нефти АН СССР). Он был одним из создателей, а с 1963 года и до конца жизни — руководителем этого института.
Кандидат технических наук (1948); доцент (1952); доктор химических наук (1956); профессор (1957); член-корреспондент АН СССР (1962).
Намёткин был председателем Национального комитета СССР по нефти, председателем Национального комитета СССР по ПАВ  (1963—1969), председателем секции нефтехимии Национального комитета СССР по участию в мировых нефтяных конгрессах, входил в состав постоянного комитета мировых нефтяных конгрессов (1963—1984), а также был членом ряда учёных и специализированных советов и проблемных комиссий.
Председатель научного Совета АН СССР по нефтехимии (1969—1984); член Пленума ВАК (1967—1984).

Умер 24 ноября 1984 года. Похоронен рядом с отцом в Москве на Новодевичьем кладбище (участок № 3).

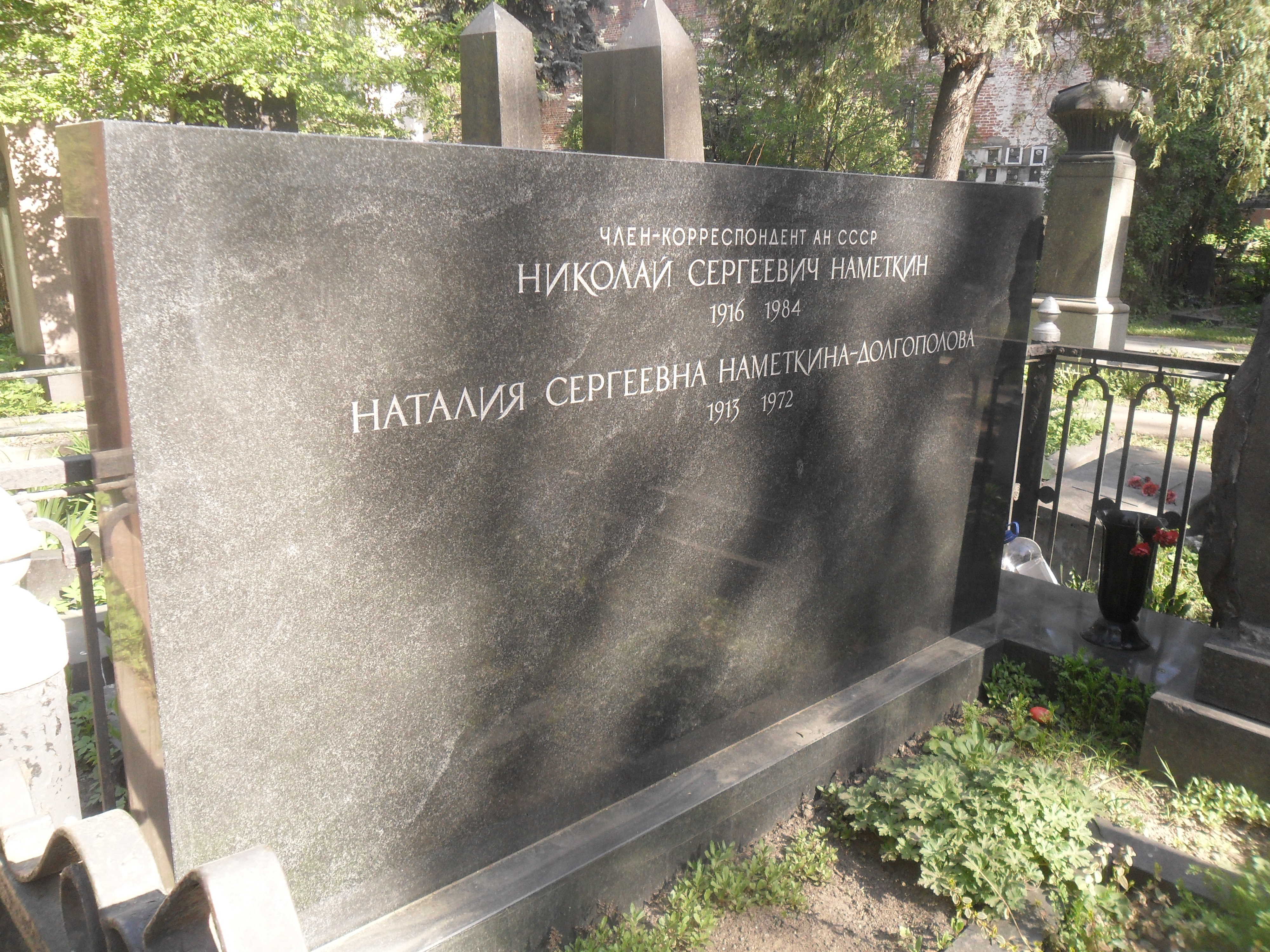
Могила Намёткина на Новодевичьем кладбище Москвы.

## Научная деятельность
Основные направления научной деятельности Н. С. Намёткина относятся к химии углеводородов и их функциональных производных, химии кремнийорганических соединений, а также к области высокомолекулярных соединений и катализа.
Автор и соавтор свыше 500 научных трудов, в том числе: «Исследования в области кремнийорганических соединений. Синтез и физические свойства.» (1955); «Исследования в области кремнийорганических соединений» (1962); «Циклокарбосилоксаны» (Успехи химии. Т.41. 1972); «Нестабильные кремниевые аналоги олефинов и кетонов» (Успехи химии. Т.43. 1974); «Нафтеновые кислоты и продукты их химической переработки» (1982).
Являясь членом бюро отделения общей и технической химии АН СССР, председателем научного совета АН СССР по нефтехимии, уделял большое внимание координации исследований в области нефтехимии академических и отраслевых институтов, связи науки с производством. 
Н. С. Намёткиным с Т. И. Чернышовой и сотрудниками выполнен большой цикл исследований по изучению реакций гидроксилирования различных непредельных углеводородов и их функциональных производных. Это открыло возможности синтеза новых индивидуальных кремнийорганических соединений, олигомеров и полимеров.
Н. С. Намёткиным с С. Г. Дургарьяном и сотрудниками выполнены исследования в области полимеризации непредельных кремнийорганических мономеров, в результате которых создан поливинилтриметилсилан — первый высокомолекулярный карбоцепной поликремнийуглеводород, обладающий селективной газопроницаемостью. Совместные работы с Редкинским и Кусковским заводами, НИИХИММАШ и французской фирмой «Rhône-Poulenc» привели к разработке и производству новой высокопроизводительной асимметричной мембраны из поливинилтриметилсилана. На базе этой мембраны производятся промышленные установки мембранного газоразделения.
Крупный вклад внесён работами И. С. Намёткина с В. М. Вдовиным и сотрудниками в создание методов синтеза и изучение химических превращений нового класса гетероцепных соединений — кремнийуглеродных гетероциклов. Разработаны методы их синтеза, обнаружены ранее неизвестные реакции этих гетероциклов. Предложен новый тип элементоуглеводородных мономеров (силациклобутаны), способных полимеризоваться с раскрытием кольца в термических и каталитических процессах с образованием ранее неизвестных гетероценных высокомолекулярных поликремнийуглеводородов.
Широкое признание получили работы Н. С. Намёткина с Л. Е. Гусельниковым и сотрудниками в области пиролиза кремнийорганических соединений, которые продемонстрировали ранее неизвестное свойство атома кремния образовывать кратные рπ—рπ-связи с углеродом и другими элементами. Его пионерские работы в области силаалкенов положили начало новому направлению в химии кремнийорганических соединений.
Под его руководством выполнены работы в области термических превращений углеводородов различных классов и их смесей. Разработан способ очистки ароматических углеводородов пироконденсата путём повторного пиролиза в смеси с насыщенными углеводородами, а также способ пиролиза тяжёлого нефтяного сырья с одновременным коксованием высококипящих продуктов.
Выполнены исследования по синтезу и химическим превращениям карбоциклических соединений, которые привели к разработке малостадийных методов синтеза ряда неописанных или ранее труднодоступных моно- и полициклических углеводородов.
Н. С. Намёткиным с В. Д. Тюриным и сотрудниками разработаны оригинальные способы очистки и стабилизации нефтепродуктов добавками карбонильных соединений переходных металлов. Разработан одностадийный способ стабилизации и очистки бензинов вторичного происхождения от серы, сероводорода, меркаптанов и диеновых углеводородов. Получены новые регенерируемые катализаторы демеркаптанизации авиационных топлив.
Работы Намёткина с сотрудниками по химии малых азотсодержащих гетероциклов открыли новые возможности превращения координационных соединений в полимеркомплексные макромолекулы, обладающие каталитическими свойствами. Выполнены работы по химии нафтеновых кислот нефтяного происхождения, которые существенно расширили возможности получения на их основе синтетических масел, моющих средств, синтетических волокон и антистатиков для пластмасс, а также работы по алкилированию фенолов с использованием новых катализаторов.

## Общественная деятельность
Много сил и внимания отдавал Николай Сергеевич развитию международного сотрудничества. Он являлся одним из организаторов и координаторов многостороннего сотрудничества академий наук социалистических стран по фундаментальным проблемам нефтехимии, химии высокомолекулярных соединении, плазмохимии. Способствовал развитию научно-технического сотрудничества СССР с Францией, а также являлся председателем общества Венесуэла — СССР. Был членом комитета по Ленинским премиям в области науки. 
Член бюро РК КПСС Октябрьского района (1969—1984).

## Награды и премии
- заслуженный деятель науки РСФСР (1966)
- Сталинская премия третьей степени (1950).— за разработку и внедрение новых авиационных двигателей
- премия АН СССР
- премия АН ГДР – за цикл совместных исследований «Кинетика и механизм пиролиза индивидуальных углеводородов и их смесей» (1979)
- орден Октябрьской революции (1971)
- орден Трудового Красного Знамени (1975)
- медали

### Сочинения
- Гусельников Л. Е., Намёткин Н. С., Вдовин В. М. Нестабильные кремниевые аналоги олефинов и кетонов // Успехи химии. 1974. Т. 43. С. 1317—1335.
- Наметкин Н. С., Исламов Т. Х., Гусельников Л. Е., Вдовин В. М. Циклокарбоксилоксаны // Успехи химии. 1972. Т. 41. С. 203.

### О Н. С. Намёткине
- Локтев С. М., Вдовин В. М., Гусельников Л. Е., Дургарьян С. Г., Шевелькова Л. В. Николай Сергеевич Намёткин // Нефтехимия, 1985, № 2, с. 280—282.